# قابوس (اسم)
قابوس هو اسم علم مذكر من أصل عربي، ومعناه هو قابس النار، الرجل الجميل الوجه الحسن اللون.

## شخصيات تحمل الاسم
- قابوس بن المنذر ( – القرن 6)
- قابوس بن سعيد (السلطان التاسع لسلطنة عمان، 18 نوفمبر 1940[3] – )
- قابوس بن وشكمير (شاعر وامير إيراني، القرن 10 – 1012)

## وصلات خارجية
- موسوعة السلطان قابوس لأسماء العرب نسخة محفوظة 5 أبريل 2019 على موقع واي باك مشين.